# Heinsberg (huyện)
Heinsberg là một huyện ở phía tây của North Rhine-Westphalia, Đức. Các huyện giáp ranh là Viersen, thành phố không thuộc huyệnMönchengladbach, Neuss, Düren, Aachen, và tỉnh Hà Lan Limburg.
Khu vực này thuộc Phổ năm 1815, và năm 1816 lập 3 huyện Heinsberg, Erkelenz và Geilenkirchen. Năm 1932, các huyện Heinsberg và Geilenkirchen được hợp nhất, năm 1972 huyện Erkelenz được hợp nhất vào. Năm 1975, huyện có diện tích như ngày nay khi đô thị Niederkrüchten được chuyển cho huyện Viersen.
Huyện nằm ở vùng dất thấp Niederrheinische Bucht.
Các sông:
- Rur là sông chính.
- Wurm
- Schwalm
- Niers

## Thị xã và đô thị
| Thị xã                                                                                               | Đô thị                               |
| --- | ------------------------------------ |
| 1. Erkelenz 2. Geilenkirchen 3. Heinsberg 4. Hückelhoven 5. Übach-Palenberg 6. Wassenberg 7. Wegberg | 1. Gangelt 2. Selfkant 3. Waldfeucht |